# WRC 3
WRC 3 (titre complet : WRC 3 : Le jeu officiel du FIA World Rally Championship) est un jeu vidéo de course de rallye, développé par Evolution Studios, sorti en Europe en novembre 2003 sur PlayStation 2. Il fait partie de la série WRC, et fait suite à WRC II Extreme. Le jeu est basé sur la saison 2003 du championnat du monde des rallyes.

## Accueil
- Jeuxvideo.com : 13/20[1]